# Cimetière national de Danville (Illinois)
Le cimetière national de Danville est un cimetière national des États-Unis situé dans la ville de Danville, du comté de Vermilion, en Illinois. Administré par le département des États-Unis des affaires des anciens combattants, il s'étend sur 63,3 acres (25,6 ha), et à partir de 2014, il contenait 12 000 inhumations.

## Histoire

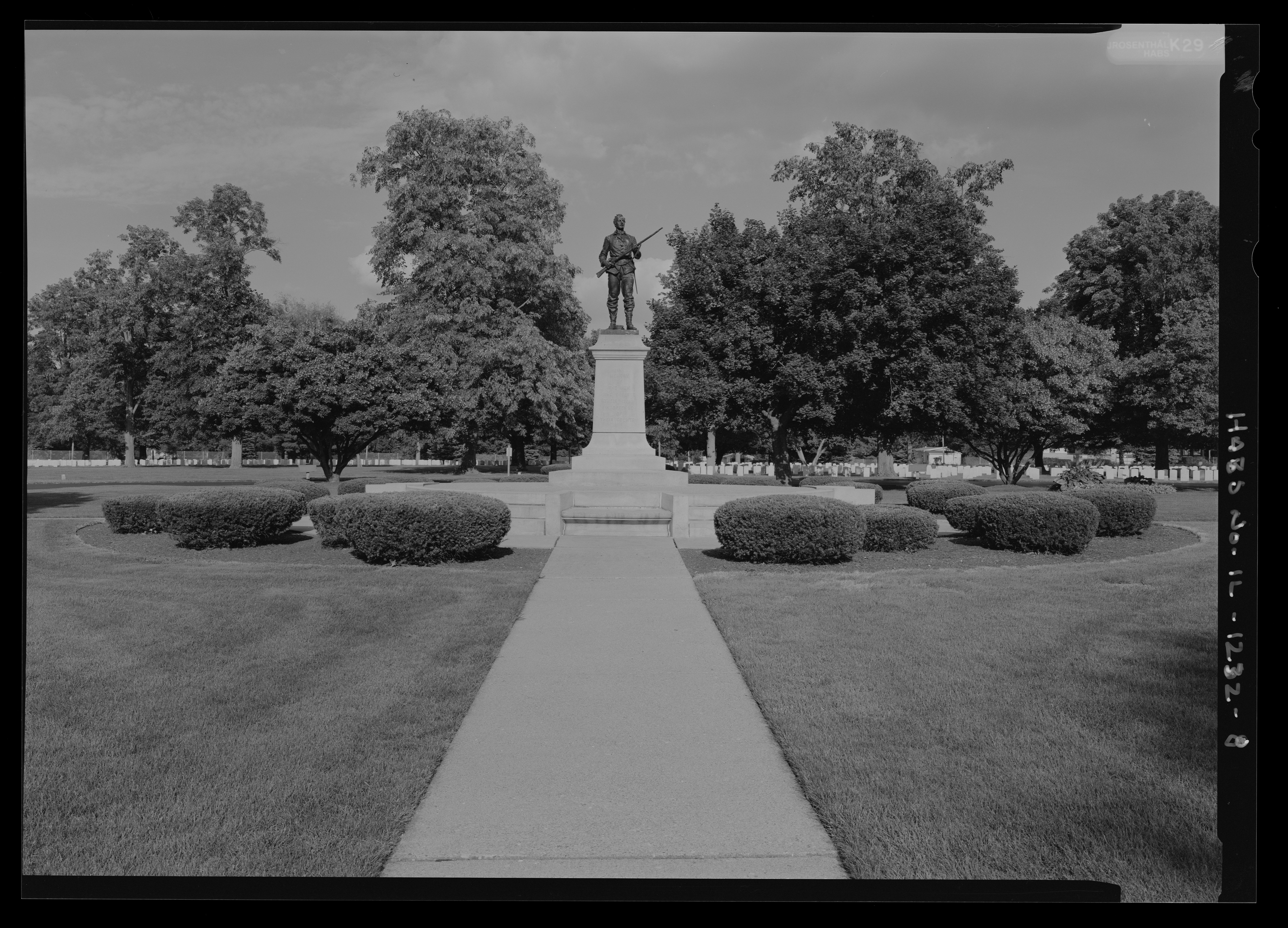
Monument des soldats.

En 1897, le Congrès a établi une maison des soldats appelée la maison nationale pour soldats volontaires invalides à Danville, et l'année suivante, le cimetière est créé sur une petite parcelle de terrain à proximité pour enterrer les anciens combattants qui sont morts pendant leurs soins dans l'établissement. En 1901, un nouveau cimetière est tracé, et les inhumations sont toutes déplacées dans leur emplacement actuel. Il est transféré au système des cimetières nationaux en 1973.
Le cimetière national de Danville est inscrit sur le Registre national des lieux historiques en 1992.

## Monuments notables
- Le monument des soldats, de William Clark Noble, une base de granit avec une statue en bronze d'un soldat de la guerre de Sécession tenant un mousquet, est dédié en 1917.

## Inhumations notables
- Lieutenant Morton A. Read,  récipiendaire de la médaille d'honneur pour son action lors de la bataille d'Appomattox Courthouse pendant la guerre de Sécession[1].